# 星際大戰六部曲：絕地大反攻
《絕地大反攻》（英語：Return of the Jedi），也通稱作《星際大戰六部曲：絕地大反攻》（Star Wars: Episode VI – Return of the Jedi），是一部1983年美國史詩性太空歌劇科幻片，由理查德·马昆德執導，乔治·卢卡斯和勞倫斯·卡斯丹編劇，卢卡斯同時也負責提供故事。為《星際大戰五部曲：帝國大反擊》的續集兼《星際大戰》的第三部電影（按劇情順序為第六部），同時也是《天行者傳奇》的第六章。故事的時間線設定於前作的一年後。電影於1983年5月25日在戲院上映，獲得了多為正面的評價。全球票房超過5.72億美元。
1999年5月19日，系列前傳三部曲的第一部《星際大戰首部曲：威脅潛伏》正式上映。後傳續作《STAR WARS：原力覺醒》於2012年10月30日宣布推出，並於2015年12月18日上映。

## 劇情簡介
為了救出處於碳冷凍狀態的韓·索羅，莉亞·歐嘉納、藍道·卡利森和丘巴卡經過策畫，分別以不同的方法潛入赫特人賈霸的根據地。偽裝成賞金獵人的莉亞雖然成功解除碳冷凍設定並喚醒了韓，卻也同時掉入賈霸設下的陷阱，被賈霸抓去當成自己貼身專用的女奴，韓則被關入牢內。
另一方面，路克·天行者先將自己改裝的光劍藏在R2-D2身內，再將C-3PO和R2-D2送給賈霸作為禮物，然後親自登門，以絕地的身份要求賈霸釋放他的朋友，卻被扔下了飼養龍戈獸的地牢。儘管路克成功擊敗了怪獸，但仍和韓等人一起被抓住，送往沙漠中央處刑。在他們被大沙蟲吃掉前，R2-D2射出光劍給路克，於是眾人合力將賈霸的勢力全滅，賈霸也被莉亞用鐵鍊勒死。
路克打算前往達可巴完成他的絕地訓練，因此和同伴暫時分離，抵達後卻發現絕地大師尤達因年老而變得衰弱。尤達告訴路克他已完成訓練，但要在他面對達斯·維達後，才可成為絕地武士。尤達亦承認達斯·維達就是安納金·天行者，路克的父親。彌留之際，尤達更透露，除了達斯·維達外，「還有另一個天行者」。不久，尤達安靜的逝去，肉體幻化不見，成為絕地英靈。想到自己是最後一個絕地武士，路克不禁感到失落。此時，歐比王·肯諾比的絕地英靈出現並對路克說：「你是最後一個舊絕地，但同時也是第一個新絕地。」歐比王也點出「另一個天行者」就是路克的孿生妹妹莉亞，並提醒他皇帝白卜庭將是一個很大的威脅。
路克前去和反抗軍會合時，正在選出參與破壞未完成的死星二號的防禦系統的任務人選，由路克、韓、莉亞和丘巴卡帶隊前往，藍道則在他們達成任務後，率領艦隊破壞失去防禦系統的死星和帝國艦隊。但在途中，路克為了讓其他人能夠在不被察覺的情況下完成任務，向莉亞說明他倆身世後，主動跟隨維達前往死星。
路克被帶到帝國皇帝白卜庭面前，皇帝利用不少手段讓路克陷於黑暗面，但路克頑強抵抗，雖然曾一度情緒失控和維達戰鬥，但一直能夠遵守絕地信條，直到維達道出，讓反抗軍入侵他們的防衛系統只是一個陷阱，反抗軍的同伴將全數被毀滅，而莉亞也將被逮下並領入黑暗面時，路克情緒再次失控，不惜與維達一戰，並砍下維達的機械手。一旦殺死維達，路克就會完成投入黑暗面的過程，因此皇帝不斷煽動路克的情緒，但路克最終仍選擇放過維達，引發了皇帝對路克的殺意。路克無力抵抗皇帝的閃電。眼看他即將被折磨至死，在一旁觀看的維達內心裡，曾經的安納金終於覺醒——為了拯救兒子，痛苦萬分的維達在不發一言的情況下突然用僅餘的一隻手臂抓著皇帝，並且抵受着因被皇帝以原力閃電還擊而造成的痛苦，把皇帝從高塔上拋下。安納金·天行者最終脫離黑暗面，犧牲並完成自己作為天選之子（Chosen One）的使命——為原力帶來平衡，這個在全星系流傳了六百多年的古老預言終於得到證實。
另一邊，韓和莉亞等人雖然中伏，但是仍成功攻下防禦系統，死星及帝國艦隊在失去防禦系統和皇帝的指揮下，被反抗軍重挫甚至毀滅。
在慶功宴上，路克看見了歐比王、尤達、還有他的父親——安納金·天行者的絕地英靈。絕地組織終於回歸。共和國再度降臨。

## 主要演員
- 馬克·漢米爾 飾 路克·天行者（Luke Skywalker）
- 哈里遜·福特 飾 韓·索羅（Han Solo）
- 嘉莉·費雪 飾 莉亞公主（Princess Leia）
- 比利·迪·威廉斯 飾 藍道·卡利森（Lando Calrissian）
- 安東尼·丹尼爾斯 飾 C-3PO
- 肯尼·貝克 飾 R2-D2
- 彼得·梅休 飾 丘巴卡（Chewbacca）
- 大衛·普勞斯（英语：David Prowse） 飾 達斯·維達（Darth Vader，配音：詹姆士·厄爾·瓊斯、光劍動作場景替身：鮑伯·安德森（英语：Bob Anderson (fencer)） ）
- 法蘭克·歐茲 飾 尤達（Yoda，配音與人偶操演）
- 亞歷·堅尼斯 飾 歐比王·「班」·肯諾比（Obi-Wan "Ben" Kenobi）
- 伊恩·麥德米（英语：Ian McDiarmid） 飾 白卜庭皇帝（Emperor Palpatine）
- 傑瑞米·布洛克（英语：Jeremy Bulloch） 飾 波巴·費特（Boba Fett）／配音：傑森·溫格林（英语：Jason Wingreen）

2004年DVD特別版中，由第二集《複製人全面進攻》中飾演強格·費特的特穆拉·莫里森配音
- 塞巴斯蒂安·肖 飾 安納金·天行者（Anakin Skywalker，首映版本）

DVD版中片末以絕地英靈身分登場的畫面，則置換成前傳三部曲中飾演同角色的海登·克里斯坦森
- 卡羅琳·布萊基斯頓 飾 蒙·莫斯瑪（Mon Mothma）
- ??? 飾 雷克斯隊長（TC-7567 / Captain Rex）

## 反響

### 專業評價
爛番茄新鮮度80%，基於84條評論，平均分為7.2/10，而在Metacritic上得到53分，IMDB上得8.4分，評價兩極。

## 外部連結
- Return of the Jedi at StarWars.com
- Return of the Jedi at Lucasfilm.com
- Wookieepedia上的相关条目：Return of the Jedi
- YouTube上的Return of the Jedi
- 互联网电影数据库（IMDb）上《星際大戰六部曲：絕地大反攻》的资料（英文）
- TCM电影资料库上《星際大戰六部曲：絕地大反攻》的资料（英文）
- AllMovie上《星際大戰六部曲：絕地大反攻》的资料（英文）
- 爛番茄上《星際大戰六部曲：絕地大反攻》的資料（英文）
- Box Office Mojo上《星際大戰六部曲：絕地大反攻》的資料（英文）
- Metacritic上《星際大戰六部曲：絕地大反攻》的資料（英文）
- 開眼電影網上《星際大戰六部曲：絕地大反攻》的資料（繁體中文）
- 豆瓣电影上《星際大戰六部曲：絕地大反攻》的資料 （简体中文）
- 时光网上《星際大戰六部曲：絕地大反攻》的資料（简体中文）